# (7858) Bolotov
(7858) Bolotov (1978 SB3) – planetoida z grupy pasa głównego asteroid okrążająca Słońce w ciągu 3,88 lat w średniej odległości 2,47 j.a. Odkryta 26 września 1978 roku.